# 杜布雷號重巡洋艦
杜布雷號重巡洋艦（法語：Dupleix）是一款曾於第二次世界大戰初期服役於法國海軍的蘇弗朗級重巡洋艦。该舰的名字源于18世纪法属印度总督約瑟夫·弗朗索瓦·杜布雷。

## 設計背景與說明
1927-1928年意大利下水了第一批雇佣兵队长级巡洋舰，这批装备了八门152mm主炮的轻巡洋舰本是为了应对法国的大型驱逐舰，但法国海军发现这批战舰的火炮可以在任何有效距离击穿法国当时所有条约巡洋舰的装甲，即使是最新下水的福煦号也无法避免在一些特殊弹药的情况下被击穿。这些原因极大影响了蘇弗朗級的四号舰杜布雷号的设计，经过改良的杜布雷号于1930年10月9号下水，并于1933年11月15号正式入役，编号为C3。
杜布雷號设计时的搭载人数为和平时期605人，战时752人。 

### 改进方面
与前代舰相比，杜布雷号具体的改良在于装甲的进一步增强。
动力部分的装甲厚度从54mm变为60mm，为平衡重量又将内舱壁的部分向后延长14m与动力舱部分重合，重合部分的动力舱壁厚度为20-40mm，动力舱的顶部装甲也从18mm增至30mm，存放90mm和203mm炮弹的弹药库顶板也从20mm增厚为30mm。但甲板厚度从25mm变成了22mm。
此外，原本计划作为高平两用炮装备的100 mm/45 M1930火炮由于研发计划的缓慢，杜布雷号依旧装备了老式的90mm/50 M1926火炮，但使用了新式的双联炮座取代了之前的单装炮座。

## 服役歷史

### 二战前期
杜布雷號重巡洋艦于1933年11月15日服役，但入役前该舰就已编入位于土伦的第一中队的第一轻型分队。 1935年，法国海军与导演马赛尔·莱皮埃合作拍摄了电影《战斗前夜》，杜布雷号参与了其中的外景拍摄部分。1937年，该舰与阿尔及利亚号，科尔贝号和福煦号一起被重组为新的第一轻型分队并接受了一次現代化改裝。

### 二战期间
1939年10月25日，杜布雷號与空想号和可怖号驱逐舰在大西洋巡逻时，拦截并俘获了德国货轮Santa Fé号。1939年11月18日，杜布雷号和福煦号被编为负责搜寻德国海上袭击舰（施佩伯爵号）的X舰队的一部分并驻扎在达喀尔港，1940年的1月23日，该舰与福煦号一起护送一支运输队至摩洛哥后便返回土伦。同年的6月13和14日，杜布雷號和科尔贝號一起参加了瓦多行动中对热那亚的岸上炮击。
1940年6月25日當法国向纳粹德国投降后， 杜布雷號留在土伦加入了维希法國海军。9月23日的达喀尔战役时维希法国希望派出包括杜布雷号在内的一部分土伦驻军支援达喀尔港的维希军队，但被德国人否决。此后杜布雷号与大部分维希海军一直驻扎在土伦港，直至1942年11月维希海军重要人物弗朗索瓦·达尔朗叛逃至盟军后，德国为了防止土伦驻军倒戈向自由法国海军而策划了安东行动和里拉行动，杜布雷号与大部分的维希海军舰艇在11月27日的土伦自沉行动中被法国海军自行凿沉。
1943年7月3日，意大利将该舰重新打捞；1944年3月11日，艦體在空袭中被盟军炸弹击中，再次沉没。最后于1951年被现场拆解。

## 引文与注释
1. ↑  原本1928年法国海军就决定建造杜布雷号，但由于布雷斯特造船厂的工程安排直至1929年才得以正式签订订单
2. ↑  Jordan & Moulin, pp. 50, 71–72
3. ↑  Interview with Mireille Beaulieu, included with DVD of Veille d'armes released by Les Documents Cinématographiques (Paris) in 2014.
4. ↑  .   [2022-04-29]. （原始内容存档于2021-05-15）.

## 外部連結
- Jordan, John; Moulin, Jean. . Barnsley, UK: Seaforth Publishing. 2013. ISBN 978-1-84832-133-5.
- Saibène, Marc. . Bourg en Bresse: Marines Editions at Realisations. n.d.
- NavWeaps （页面存档备份，存于）